# Слобода-Болехівська
Слобода-Болехівська — село Калуського району Івано-Франківської області. Входить до складу Витвицької сільської громади.

## Географія
Розташоване за 30 км від міста Долина  та за 23 км від залізничної станції Болехів.
Село розмістилося в долині річки Лужанка. З обидвох боків оточене буковими лісами, які покривають гірський рельєф місцевості.

## Соціальна сфера
Населення працює переважно на Церківському лісгоспі, Болехівській лісозаготівлі, Долинському УТТ і на сезонних роботах поза межами району.
У селі є дев’ятирічна школа, клуб, бібліотека, фельдшерсько-акушерський пункт, 4 магазини, відділення зв’язку, ощадкаса. За останні роки споруджено понад 200 житлових будинків.
Зараз Слобода-Болехівська складається з 5 частин: Горішній Кінець, Середина, Потік, Прикирний. У давнину виділяли ще Перенизь і Вершок, але, у зв’язку зі зменшенням  кількості населення (у Вершку залишилась всього лише одна хата), дані місцевості перестали вважатися окремими мікрорайонами села.

## Історія
Село в літописах не згадується, але про напади татар свідчать назви урочищ Болехівський Плай, Тисів Звір, Церківнянський Бовт, Тяпецький Жолоб. В архівних документах перша згадка зафіксована в 1667 році.
Існує кілька версій заснування села. Житель села Юсип Степан Іванович, 1927 р. н., згадує, що чув від старожилів, буцімто в селі Розточки жив дідич, який дозволив бездомним кріпакам селитися на території, де зараз розташовується село. Мабуть, причиною такої доброти було те, що пригноблені селяни тікали з панських маєтків, і, щоб запобігти цьому, їм видавали клаптики землі, які ставали Слобідками.
Зі слів іншого жителя села – Данилишина Івана Даниловича – дізнаємося, що на місці сучасної Слободи-Болехівської був ліс. Першим жителем села був втікач, який переховувався від польського гніту. Згодом місцевість заселилася людьми із навколишніх сіл. Пізніше Австрійська держава почала розділяти землю між сім’ями. Панщини в селі не було.
Давні перекази повідомляють, що село заселяли втікачі від татар. Перші люди поселилися в Потоці, де знаходилась хата Свірщука – Свірщуччина Долинка, потім біля Палькунових.
Як розказують, втікачі довго блукали лісами, сильно потомилися, вийшли на простір і сіли відпочити. Гарною була місцина, настільки, що перехотілось йти далі. І поселитись можна було, одна лиш біда – вода далеко. Це місце назвали Томнатик від слова томитись, тома (стомитись, втома) як тоді говорили. Тоді вони спустилися до потічка і там осіли.
Жителі Слободи-Болехівської займалися сільським господарством, працювали в лісі, ткали і вишивали. Через село, в гори, підприємцем Гріфелем була збудована вузькоколійна залізниця, якою деревина з Марини перевозилась в Болехів.
У 1939 році в селі проживало 1030 мешканців (1020 українців, 10 євреїв).

## Сакральні місця
У Шематизмі греко-католицького духовенства Львівської єпархії за 1931—1932 рр. значиться, що церква Богоявлення Господнього – дерев’яна, п'ятибанева, бойківського стилю, хрестоподібна. Із північно-східної сторони до бабинця прибудована галерея. Побудована на кошти громади за сприяння Австрійського цісаря. Керував будівництвом майстер Харів (по вуличному Майштрук). Дерево рубали поруч на Млаці. Там і обробляли і без єдиного цвяха побудували. Парохи церкви: Олійник, Колодій, Мілярчук, Бандера, Лукашевич. Парох церкви на три села володів 0, 87 га землі. Спершу церква була вкрита ґонтою. Під час ремонтів, які проводились в церкві, частково змінився її зовнішній та внутрішній вигляд. На даний час церква вкрита оцинкованою бляхою. Великою цінністю є триярусний іконостас з об’ємною різьбою. На іконостасі напис: «Фундатори Василь Квецко, Іван Вінтонів, Іван Хомин, різьбяр Ігнатій Покришка».
Біля церкви з північної сторони стоїть дзвіниця, побудована в 1897 році. Має 2 яруси.
Також окрасою села стала новозбудована церква, будівництво якої розпочато у вересні 2006 року. Будували церкву місцеві майстри, каменярі. Відкриття церкви відбулося в 2011 році.
25 вересня 2011 року, у п’ятнадцяту неділю після П’ятидесятниці, перед Воздвиженням та в день віддання празника Різдва Пресвятої Богородиці, Високопреосвященнійший Іоасаф архієпископ Івано-Франківський і Галицький з архипасторським візитом відвідав парафію Богоявлення Господнього села Слобода–Болехівська Долинського району, де звершив чин освячення новозбудованого храму, після чого Владика, у новоосвяченому храмі очолив відправу Божественної Літургії. Його Високопреосвященству співслужили: благочинний Долинського деканату протоієрей Йосип Жовнірович, настоятель храму ієрей Богдан Заставецький та духовенство деканату. Після літургії відбувся хресний хід та окроплення святою водою, після завершення якого з паперті храму Владика виголосив проповідь на тему недільного євангельського читання, зокрема, він звернув увагу вірних на необхідності втілення у своєму житті найбільшої християнської чесноти – божественної любові, яка є сутністю нашого віровчення. Також архиєпискоф Іоасаф привітав парафіян з освяченням новозбудованого храму. Богослужіння закінчилося уставним многоліттям.
Перший цвинтар, за переказами, був біля Маланчина Євстахія — на березі. Другий — на Прикірнім (біля Яцюгів). Закінчили ховати на даній території в 1945 році. Третій — на Лузі. Четвертий — біля церкви. Почали ховати тут в 1945 році, а закінчили — в 1991. Тут поховані загиблі 11 грудня 1945 року вояки УПА із сотні "Хорти" під керівництвом сотенного «Бея» (Казимира Яворського).

## Лінгвістичні особливості
Мова населення однорідна, відмінностей між розмовною мовою в різних кутках села не спостерігається. Характерною особливістю є наближення и до е ([ˡпиево]). Саме за цією ознакою жителі навколишніх сіл легко розпізнають «слободєн».  А жителі села Лужки  видають себе характерним затягуванням слів ([ˡді:вочко ˡзло:та, ˡл‘у:ба]), для тих, хто живе в Липі, притаманне ударяння на и. Церківна [Церˡк’іўна] і Станківці [ˡСтан’кʼіўцʼі] яскраво вираженими мовними особливостями не виділяються. Вищеперераховані села – найближчі сусіди Слободи-Болехівської.
Зараз населення села за національністю майже однорідне – українці. Але, у другій половині XIX в село почали заселятися євреї. Займалися торгівлею, скуповували у селян землі. Досі зберігся будинок Хейзера. Зараз це  інтернат.

## Народилися
- Бобикевич Остап Олексійович — український композитор і піаніст, інженер;
- Бучко Дмитро Іванович — керівник Болехівського районного проводу ОУН, лицар Срібного хреста бойової заслуги УПА 1 класу;
- Квецко Дмитро Миколайович — український дисидент, лідер й ідеолог підпільної націоналістичної організації «Український національний фронт», багаторічний радянський політв'язень;
- Поворозник Володимир Васильович — народний депутат України 1-го скликання (у 1992—1994 роках);
- Яремко Василь — «Голуб» (1923—1949) — чотовий сотні «Летуни». Загинув у бою з військами НКВД у рідному селі.[5].
- Комар Володимир Леонович (* 1964) — український історик, доктор історичних наук, професор.